# محوطه پشت روستا
محوطه پشت روستا مربوط به دوره اشکانیان است و در شهرستان قروه، بخش دهگلان، روستای ظفر آباد واقع شده و این اثر در تاریخ ۲۷ مرداد ۱۳۸۲ با شمارهٔ ثبت ۹۶۱۴ به‌عنوان یکی از آثار ملی ایران به ثبت رسیده است.